# Социјалистичка партија Јемена
Социјалистичка партија Јемена (الحزب الاشتراكي اليمني, al-Hizb al-Ishtiraki al-Yamani) је политичка партија која делује у Јемену. Ова партија је била владајућа партија током постојања социјалистичког Јужног Јемена до 1990. године. Данас делује као опозициона партија у Јемену.

## Историја
У Јемену, прве радикалне и социјалистичке идеје се појавиле су се током 1940-их и 1950-их година, са првим доласцима јеменских студената из иностранства.
Социјалистичка партија Јемена пролазила је кроз неколико фаза борбе за ослобођење, уједињење и трансформацију јеменског друштва. Оснивање партије 1978. године од стране Абдула Фатаха Исмаила, њеног првог лидера, било је последица процеса уједињења више јеменских револуционарних група у Северном и Јужном Јемену, од којих су неке биле Организација уједињеног политичког националног фронта, и сама резултат спајања три странке, Националног фронта за ослобођење окупираног Јужног Јемена, Партије демократске народне уније (марксиста) и Народне авангардне партије Јужног Јемена (лева Баат партија) и Јеменске партије народног јединства у Северном Јемену. Ова последња је била резултат спајања пет левичарских организација: Револуционарне демократске партије Јемена, Народне авангардне партије у Северном Јемену, Организације јеменских револуционарних отпорника, Народне демократске уније и Лабуристичке партије.
Партија је преживела многе нагле промене и грађанске сукобе у Јемену, распад Совјетског Савеза и кризу међународног социјализма. Такође је била кљчни инструмент у уједињењу Јемена и успостављању вишепартијског система у Републици Јемен, маја 1990. године.
Након грађанског рата 1994. године, владајући Генерални народни конгрес конфисковао је инфраструктуру и ресурсе партије, а њени чланови били су изложени неоправданим хапшењима и мучењу. Као резултат тога, на последњим парлаементарним изборима 27. априла 2003, партија је освојила само 3,8% гласова и 8 од 301 места у Дому посланика јеменског парламента.

## Недавно деловање
Тренутни програм Социјалистичке партије Јемена темељи се на панарапском национализму, марксизму и социјалдемократским трендовима. Партија је тренутно у опозиционој коалицији са неколико партија, које учествују у мирној борби за слободне и поштене изборе, миран пренос власти и реформацију јеменског политичког система.

## Генерални секретари
- Абдул Фатах Исмаил (1978 — 1980)
- Али Насер Мухамед (1980 — 1986)
- Али Салим ел-Беид (1986 — 1994)
- Али Салех Обад (1994 — 2005)
- Јасин Саид Нуман (2005 — )